# اوری لوبرانی
آوری لوبرانی (انگلیسی: Uri Lubrani; ۷ اکتبر ۱۹۲۶ – ۵ مارس ۲۰۱۸) دیپلمات اهل اسرائیل بود. وی بین سال‌های ۱۹۷۳ تا ۱۹۷۸ میلادی، سفیر اسرائیل در تهران بود. او در رسانه‌های این کشور به عنوان «مرد سایه‌ها» شناخته می‌شد.

## زندگی
آوری لوبرانی در ۷ اکتبر ۱۹۲۶ در یک خانواده یهودی انگلیسی‌تبار در زمان قیومیت بریتانیا بر فلسطین، در بندر حیفا به دنیا آمده بود. آوری لوبرانی که در جوانی‌اش مشاور دیوید بن گوریون و رئیس دفتر او بود. همچنین بارها مدیرکل وزارت خارجه اسرائیل و دیپلمات در دوره‌های حساسی برای اسرائیل بود؛ از جمله سفیر اسرائیل در اوگاندا، اتیوپی و ایران بود. در دوره‌هایی نیز پست‌های حساسی را به عنوان نماینده کشورش در شوروی در دست داشت. آوری لوبرانی به مدت پنج سال، بین سال‌های از ۱۹۷۳ تا ۱۹۷۸ میلادی، سفیر اسرائیل در ایران بود. آوری لوبرانی در دو مقام رسمی دیگر که ریاست دفتر ویژه تلاش‌های وزارت دفاع اسرائیل در ارتباط با لبنان، و نماینده ویژه اسرائیل در تلاش‌ها برای یافتن اسیران و گمشدگان اسرائیلی، به ویژه رون آراد کمک خلبان اسرائیلی بود. آوری لوبرانی در دورانی نماینده ویژه اسرائیل در امور لبنان نیز بود. آوری لوبرانی در سال ۱۹۹۲ رئیس هیئت اسرائیلی در مذاکرات اسرائیل با لبنان در چارچوب کنفرانس صلح مادرید بود. آخرین سمت او، مشاور وزیر امور راهبردی اسرائیل بود. او رسماً مشاور اسحاق رابین نیز بود. وی در روز دوشنبه ۵ مارس ۲۰۱۸ در سن ۹۱ سالگی، در خانه خود در تل‌آویو درگذشت و در چهارشنبه ۷ مارس در همان شهر به خاک سپرده شد.